# Quay County
Quay County är ett administrativt område i delstaten New Mexico, USA, med 9 041 invånare. Den administrativa huvudorten (county seat) är Tucumcari. 

## Geografi
Enligt United States Census Bureau så har countyt en total area på 7 464 km². 7 446 km² av den arean är land och 18 km² är vatten. 

### Angränsande countyn
- Union County, New Mexico - nord
- Harding County, New Mexico - nordväst
- San Miguel County, New Mexico - väst
- Guadalupe County, New Mexico - väst
- DeBaca County, New Mexico - sydväst
- Roosevelt County, New Mexico - syd
- Curry County, New Mexico - syd
- Deaf Smith County, Texas - sydöst

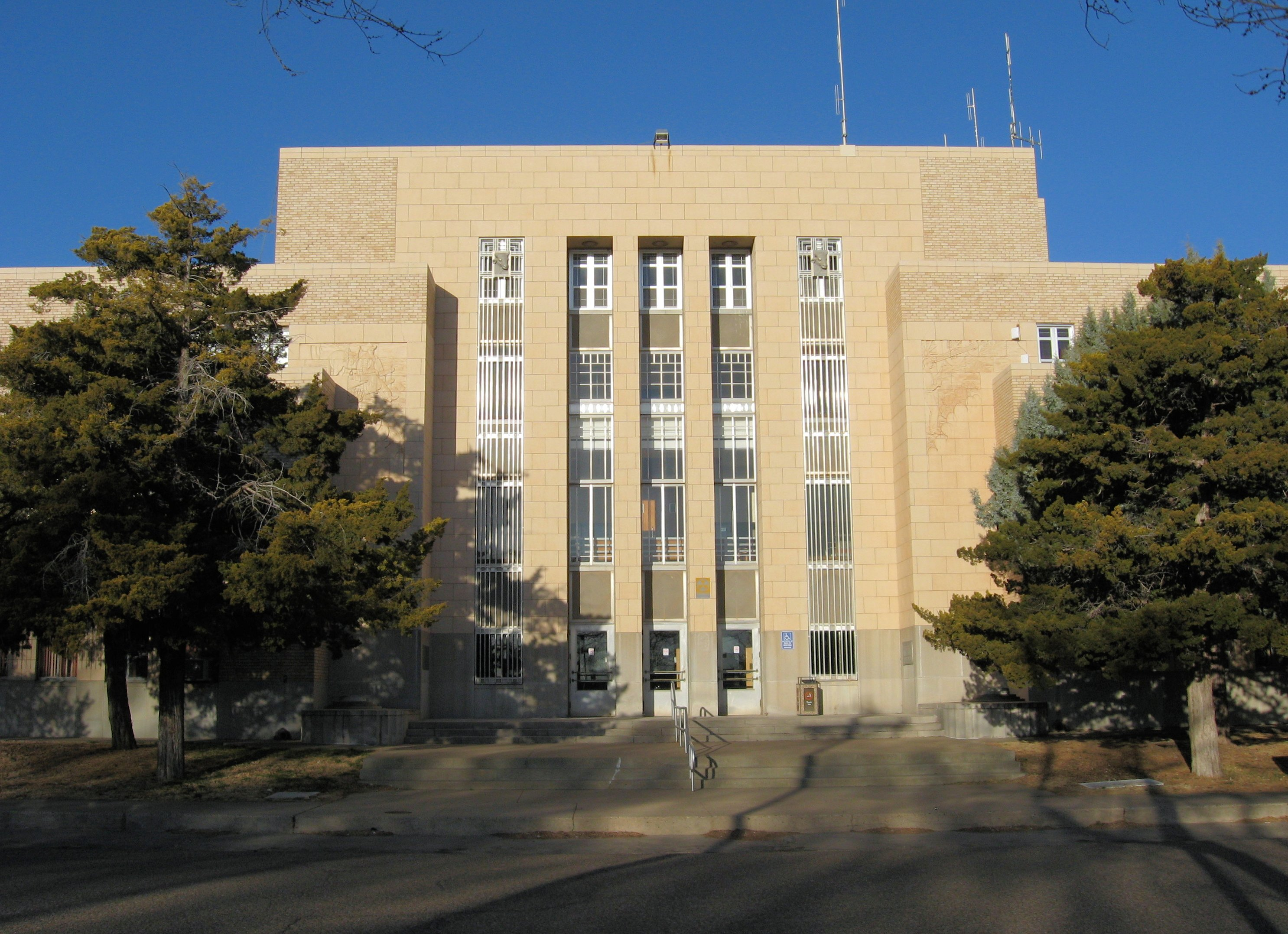
Quay Countys rådhus

- Oldham County, Texas - öst
- Hartley County, Texas - nordöst